# Долњи Храховице
Долњи Храховице (чеш. Dolní Hrachovice) је насељено мјесто са административним статусом сеоске општине (чеш. obec) у округу Табор, у Јужночешком крају, Чешка Република.

## Становништво
Према подацима о броју становника из 2014. године насеље је имало 136 становника.